# Саяны (клуб по хоккею с мячом)
«Сая́ны» — российский клуб по хоккею с мячом из города Абакан.

## История
Профессиональная команда по хоккею с мячом была создана в Абакане в 1980 году на базе любительского спортивного клуба «Колос» (Усть-Абакан). В настоящее время команда владеет республиканским стадионом «Саяны» в центре города. С сезона 1985-86 хоккейный клуб участвует в соревнованиях высшей лиги чемпионата СССР.
Свой первый сезон в высшей лиге (1985/86) команда провела неудачно: набрав всего 6 очков в 26 играх, она заняла последнее место и вылетела в первую лигу. Через год «Саяны» вернулись в класс сильнейших. Вторая попытка закрепиться в высшей лиге вновь оказалась неудачной — «Саяны» неплохо начали, но в итоге попали в переходный турнир за право остаться в высшей лиге и вновь оказались лишними. Ещё через год «Саяны» вновь вернулись в высшую лигу.
С сезона 1992/93 годов команда «Саяны» неизменный участник чемпионатов России. В 1994 году клуб добивается своего высшего достижения — бронзовых медалей Главного чемпионата страны.
В сезоне 2008-2009 выбыла из высшей лиги, в 2019 году команда завоевала путёвку в Суперлигу Содружества, однако по финансовым причинам снялась с турнира (одновременно с клубом "Зоркий", Красногорск).
Весной 2021 года клуб в финальном турнире Высшей лиги опять получил право на переход в Суперлигу, но вновь финансов не хватило.
8 марта 2023 года команда выиграла финальный турнир в Абакане и вновь получила право выхода в Суперлигу.

## Достижения

### Международные встречи
- Победитель турнира «Футон кап» (Финляндия, 1995)
- Бронзовый призёр турнира «Кубок Азии» (Медео, Казахстан, 1992)

### Главный чемпионат страны
- Бронзовый призёр чемпионата России по хоккею с мячом 1993-94

### Высшая Лига
- Победитель Первенства России среди команд Высшей лиги 2011/2012, 2018/2019, 2022/2023
- Серебряный призер Первенства России среди команд Высшей лиги 2015/2016, 2017/2018, 2021/2022
- Бронзовый призер Первенства России среди команд Высшей лиги 2016/2017, 2020/2021

### Первая Лига
- Второе место в Первенстве России среди команд Первой лиги 2009/2010.
- Бронзовый призёр в Первенстве России среди команд Первой лиги 2010/2011.

## Известные игроки и тренеры
В разное время команду тренировали В. А. Лазицкий (1980—1988), Ю. П. Иванов (1989—1991, 2002—2004), В. Лабун (1991—1996), А. В. Хрисоненко (1996—1999), Н. Г. Ельчанинов (1999—2002), Ю. И. Тишин (2004—2005), А. Р. Галеев (с 2005).
Ведущие игроки разных лет — И. Вершинин, А. Галеев, С. Дубинин, Н. Ельчанинов, Е. Ерахтин, С. Уланов, А. Калинин, М. Калтыга, И. Кунстман, И. Лопухин, И. Савенков, Ал. Терентьев, С. Фоменко, А. Черменин, А. Хрисоненко. Рекордсмен клуба по результативности за сезон — С. Фоменко (51 мяч, 1998).

## Самые знаменитые болельщики
- Зимин, Виктор Михайлович
- Мананкин, Иван Иванович
- Штыгашев, Владимир Николаевич
- Коновалов, Валентин Олегович
- Покоевец Евгений Викторович (Хосэ)
- Кабанов Анатолий Васильевич